# Дьяковка (Смоленская область)
Дьяковка — деревня в Вяземском районе Смоленской области России. Входит в состав Ермолинского сельского поселения. Население — 12 жителей (2007). 
Расположена в восточной части области в 17 км к востоку от Вязьмы, в 10 км южнее автодороги М1 «Беларусь», на берегу реки Никша. В 8 км южнее деревни расположена железнодорожная станция О.п. 22-й км на линии Вязьма — Калуга.
| 2015 |
| ---- |
| 5    |

## История
В годы Великой Отечественной войны деревня была оккупирована гитлеровскими войсками в октябре 1941 года, освобождена в марте 1943 года.